# Erica parkeri
Erica parkeri là một loài thực vật có hoa trong họ Thạch nam. Loài này được (Baker) Dorr & E.G.H.Oliv. mô tả khoa học đầu tiên năm 1999.